# Amphilius platychir
Amphilius platychir är en fiskart som först beskrevs av Günther, 1864.  Amphilius platychir ingår i släktet Amphilius och familjen Amphiliidae. IUCN kategoriserar arten globalt som livskraftig. Inga underarter finns listade i Catalogue of Life.